# Don Chan (huyện)
Don Chan (tiếng Thái: ดอนจาน) là một huyện (amphoe) của tỉnh Kalasin, đông bắc Thái Lan.

## Địa lý
Các huyện giáp ranh (từ phía nam theo chiều kim đồng hồ) là Kamalasai, Mueang Kalasin, Na Mon và Kuchinarai của tỉnh Kalasin, và Pho Chai của tỉnh Roi Et.

## Lịch sử
Tiểu huyện (King Amphoe) đã được thành lập ngày 15 tháng 7 năm 1996, khi đơn vị này được tách từ Mueang Kalasin.
Theo quyết định của chính phủ Thái Lan ngày 15 tháng 5 năm 2007, tất cả 81 tiểu huyện đều được nâng thành huyện. Với việc đăng Công báo hoàng gia ngày 24 tháng 8, quyết định nâng cấp này thành chính thức.

## Hành chính
Huyện này được chia thành 5 phó huyện (tambon), các đơn vị này lại được chia thành 48 làng (muban). Không có khu vực đô thị (thesaban, và 5 tổ chức hành chính tambon (TAO).
| Số TT | Tên           | Tên tiếng Thái | Số làng | Dân số |  |
| ----- | ------------- | -------------- | ------- | ------ |  |
| 1.    | Don Chan      | ดอนจาน         | 9       | 7.034  |  |
| 2.    | Sa-at Chai Si | สะอาดไชยศรี     | 8       | 3.708  |  |
| 3.    | Dong Phayung  | ดงพยุง          | 13      | 5.441  |  |
| 4.    | Muang Na      | ม่วงนา          | 9       | 4.348  |  |
| 5.    | Na Champa     | นาจำปา         | 9       | 4.633  |  |